# Philadelphia (film)
Philadelphia är en amerikansk dramafilm från 1993 i regi av Jonathan Demme, med manus av Ron Nyswaner. Huvudrollerna spelas av Tom Hanks och Denzel Washington. Filmen hade Sverigepremiär den 18 mars 1994.

## Handling
Andrew "Andy" Beckett (Tom Hanks) är en advokat, som arbetar för en framgångsrik advokatbyrå i Philadelphia. När han misslyckas med att dölja att han är både homosexuell och aids-sjuk, får han sparken. Beckett anlitar en homofobisk jurist, Joe Miller (Denzel Washington), för att försvara honom.

## Rollista i urval
- Tom Hanks – Andrew ("Andy") Beckett
- Denzel Washington – Joe Miller
- Jason Robards – Charles Wheeler
- Mary Steenburgen – Belinda Conine
- Antonio Banderas – Miguel Álvarez
- Joanne Woodward – Sarah Beckett
- Robert W. Castle – Bud Beckett
- Ann Dowd – Jill Beckett
- Adam LeFevre – Jills make
- John Bedford Lloyd – Matt Beckett
- Dan Olmstead – Randy Beckett
- Lisa Summerour – Lisa Miller
- Charles Napier – domare Lucas Garnett
- Roberta Maxwell – domare Tate
- Roger Corman – Mr. Roger Laird
- Chandra Wilson – Chandra
- Daniel von Bargen – juryns ordförande
- Karen Finley – doktor Gillman
- Bradley Whitford – Jamey Collins
- Ron Vawter – Bob Seidman
- Anna Deavere Smith – Anthea Burton
- Obba Babatundé – Jerome Green

## Om filmen
För sin roll som Andrew Beckett vann Tom Hanks 1993 års Oscar för bästa manliga huvudroll. Sången "Streets of Philadelphia" (text och musik av Bruce Springsteen) från filmens soundtrack vann Oscar för bästa sång.

## Soundtrack
1. Bruce Springsteen - "Streets of Philadelphia"
2. Peter Gabriel - "Lovetown"
3. Pauletta Washington - "It's in Your Eyes"
4. RAM - "Ibo Lele (Dreams Come True)"
5. Sade - "Please Send Me Someone to Love"
6. Spin Doctors - "Have You Ever Seen the Rain?"
7. Indigo Girls - "I Don't Wanna Talk About It"
8. Maria Callas - "La mamma morta" (från operan Andrea Chénier)
9. Neil Young - "Philadelphia"
10. Howard Shore - "Precedent"